# Pewaukee (Wisconsin)
Pewaukee es una ciudad ubicada en el condado de Waukesha en el estado estadounidense de Wisconsin. En el Censo de 2010 tenía una población de 13.195 habitantes y una densidad poblacional de 240,81 personas por km².

## Geografía
Pewaukee se encuentra ubicada en las coordenadas 43°3′59″N 88°14′40″O / 43.06639, -88.24444. Según la Oficina del Censo de los Estados Unidos, Pewaukee tiene una superficie total de 54.79 km², de la cual 50.51 km² corresponden a tierra firme y (7.81%) 4.28 km² es agua.

## Demografía
Según el censo de 2010, había 13.195 personas residiendo en Pewaukee. La densidad de población era de 240,81 hab./km². De los 13.195 habitantes, Pewaukee estaba compuesto por el 94.26% blancos, el 1.09% eran afroamericanos, el 0.27% eran amerindios, el 2.61% eran asiáticos, el 0.02% eran isleños del Pacífico, el 0.52% eran de otras razas y el 1.23% pertenecían a dos o más razas. Del total de la población el 2.13% eran hispanos o latinos de cualquier raza.